# Песчаноозёрское нефтяное месторождение
Песчаноозёрское нефтяно́е месторожде́ние расположено в Ненецком автономном округе на острове Колгуев, в 60 км от посёлка Бугрино́. Общие запасы нефти оцениваются в 11 млн тонн. Считается самым северным в мире нефтепромыслом.
Месторождение было открыто в 1983 году А.М.Армишевым; пробная эксплуатация началась в 1985 году. Промышленная разработка нефти началась в 1986 году, на 2013 год добыто около 800 тыс. тонн нефти и конденсата. Нефть относится к типу лёгких, залегает на глубинах от 1450 до 1750 м.
Недропользователь — ЗАО «Арктикнефть».
При вахтовом посёлке Песчанка на месторождении с 2002 года действует аэропорт Песчанка, позволяющий   принимать в течение всего года самолёты средней величины (Як-40, Ан-24 и Ан-26). Рейсы выполняются в Мурманск.